# Jeg vil bygge en verden
Jeg vil bygge en verden er en dansk sang med tekst af Knud Pheiffer og melodi af Harry Jensen, udgivet i 1940. Sangens omkvæd bygger oprindeligt på en traditionel amerikansk melodi skrevet i 1876 af Henry Clay Work, og hedder egentlig "My Grandfather's Clock".

## Eftertiden
Organisationen Red Barnet benytter "Jeg vil bygge en verden"-sloganet til at sætte fokus på børns rettigheder i forbindelse med deres indskoling i Danmark.

## Eksternt link
- Victor Cornelius – "Jeg vil bygge en verden"